# Muhammed Anees Yahiya
Muhammed Anees Yahiya, född 3 december 1995, är en indisk längdhoppare.

## Karriär
I augusti 2017 tävlade Yahiya vid Sommaruniversiaden i Taipei, där han hoppade 7,34 meter vilket inte räckte för någon finalplats. I juni 2021 tog han guld vid indiska mästerskapen i Patiala efter ett hopp på 7,76 meter.
I juni 2022 tog Yahiya silver vid indiska mästerskapen i Chennai efter att endast besegrats av Murali Sreeshankar. Följande månad tävlade han vid VM i Eugene, men tog sig inte vidare från kvalet i längdhoppstävlingen. I augusti 2022 slutade Yahiya på femte plats vid Samväldesspelen i Birmingham efter ett hopp på 7,97 meter.

## Tävlingar

### Internationella
| År                  | Tävling                       | Plats               | Placering           | Gren                | Distans             |
| Tävlande för Indien | Tävlande för Indien           | Tävlande för Indien | Tävlande för Indien | Tävlande för Indien | Tävlande för Indien |
| ------------------- | ----------------------------- | ------------------- | ------------------- | ------------------- | ------------------- |
| 2017                | Sommaruniversiaden            | Taipei              | 25:e (kval)         | Längdhopp           | 7,34 m              |
| 2022                | Världsmästerskapen            | Eugene              | 23:e (kval)         | Längdhopp           | 7,73 m              |
| 2022                | Samväldesspelen               | Birmingham          | 5:e                 | Längdhopp           | 7,97 m              |
| 2023                | Asiatiska inomhusmästerskapen | Astana              | 9:e (kval)          | Längdhopp           | 7,48 m              |

### Nationella
- Indiska friidrottsmästerskapen (utomhus):
  - 2021:  Guld – Längdhopp (7,76 meter, Patiala)[6]
  - 2022:  Silver – Längdhopp (8,15 meter, Chennai)[6]

## Personliga rekord
| Utomhus - Längdhopp – 8,15 m (Bhubaneshwar, 24 maj 2022) | Inomhus - Längdhopp – 7,48 m (Astana, 10 februari 2023) |